# Ylem (album)
Ylem è il sesto album in studio del gruppo musicale tedesco Dark Fortress, pubblicato nel 2010.

## Tracce
1. Ylem – 6:33
2. As the World Keels Over – 6:36
3. Osiris – 7:35
4. Silence – 4:27
5. Evenfall – 5:36
6. Redivider – 7:07
7. Satan Bled – 4:36
8. Hirudineans – 4:56
9. Nemesis – 6:35
10. The Valley – 8:01
11. Wraith – 8:20

Bonus tracks
1. Sycamore Trees – 4:02

## Formazione
- Morean - voce
- Asvargr - chitarra
- V. Santura - chitarra
- Draug - basso
- Paymon - tastiera
- Seraph - batteria